# Günter Stein (Kunsthistoriker)
Günter Stein (* 14. Februar 1924 in Berlin; † 19. November 2000 in Karlsruhe) war ein deutscher Kunsthistoriker und ein Kenner der oberrheinischen Baugeschichte.

## Leben
Nach Baupraktikum sowie Maurerlehre in Coburg und Berlin studierte Stein ab 1946 Kunstgeschichte, Klassische Archäologie und Geschichte an der Humboldt-Universität in Berlin. Dort wurde er 1950 mit der Dissertation Untersuchungen zum deutschen Burgenbau der romanischen Epoche promoviert und war anschließend als wissenschaftlicher Assistent am Archäologischen Institut in Berlin tätig. Für dieses unternahm er unter anderem Bauaufnahmen und Ausgrabungen in der Zitadelle Spandau, ehe er im Auftrag des Instituts und der Koldewey-Gesellschaft in verschiedenen Städten tätig war. 1962 wechselte er an das Historische Museum der Pfalz in Speyer. Für dieses war er in der Zeit von 1965 bis 1968 an Grabungen im mittelalterlichen Judenhof Speyer beteiligt. Zeitgleich war er im Museum für die mittelalterliche Kunst- und Kulturgeschichte zuständig und begann damit, die jüdische Abteilung gezielt und nachhaltig auszubauen. 1969 publizierte er die bis dahin entstandene Judaica-Sammlung. 1977 zum Hauptkonservator des Museums ernannt, war Stein zuletzt als dessen stellvertretender Direktor tätig.
Ab 1975 hatte Günter Stein einen Lehrauftrag für oberrheinische Baugeschichte an der Technischen Universität Karlsruhe und wurde 1980 am dortigen Institut für Baugeschichte Honorarprofessor.
Neben seiner beruflichen Tätigkeit war Stein seit 1951 Mitglied der Landesgeschichtlichen Vereinigung für die Mark Brandenburg und von 1952 bis 1960 deren Schriftführer. 1971 erhielt er die Fontane-Plakette dieser Vereinigung.

## Schriften (Auswahl)
- Befestigungen des Mittelalters – Schlösser und Befestigungen der Neuzeit. In: Pfalzatlas. Teilband 1, 1965, S. 313–356 und S. 48–49.
- Die Judaica des Historischen Museums der Pfalz. In: Mitteilungen des Historischen Vereins der Pfalz. 67, 1969, S. 290–306.
- Burgen und Schlösser in der Pfalz. Ein Handbuch. Weidlich, Frankfurt 1976, ISBN 3-8035-8356-X, 2. verbesserte Auflage 1986, ISBN 3-8035-1280-8, Taschenbuchausgabe Droemer Knaur, München 1983, ISBN 3-426-04405-6.
- mit Friedrich Sprater: Der Trifels. Historisches Museum in der Pfalz, Speyer 1982.
- Speyer – Judenhof und Judenbad (= Große Baudenkmäler. Heft 238). Deutscher Kunstverlag, München, Berlin 1996.